# قطعنامه ۳۹۵ شورای امنیت
قطعنامه ۳۹۵ شورای امنیت سازمان ملل متحد که در تاریخ ۲۵ اوت ۱۹۷۶ تصویب شد، سندی بین‌المللی دربارهٔ یونان-ترکیه است. این قطعنامه طی نشست ۱٬۹۵۳ام با ۱۵ موافق، ۰ مخالف و ۰ ممتنع تصویب شد.